# 解隊コンサート・ライブ
「解隊コンサート・ライブ」（かいたい - ）は、シブがき隊の最初で最後のライブ・アルバム。1988年12月9日に発売。ライブ・ビデオも同日発売された。

## 背景
1988年11月2日に代々木体育館で行われた解散コンサートの模様が全50曲収録されている。

## 収録曲

### LP・カセットテープ
- Vol.1 A

1. NAI・NAI 16
2. 100%…SOかもね!
3. ZIG ZAG セブンティーン
4. Gジャンブルース
5. 処女的衝撃!
6. Hey! Bep-pin

- Vol.1 B

1. トラ! トラ! トラ!
2. 気分はニューオリンズ
3. サムライ・ニッポン
4. DJ in My Life
5. PSST PSST
6. ハートブレイク Bay City
7. ヘッドフォン・ララバイ
8. ヴァージン・ショックⅡ
9. XYZ

- Vol.2 A

1. シーン18 「片想い」
2. 走れビュンビュン
3. 哀愁メモリー
4. YMF COME TOGETHER
5. 好きらしいです、オレ!
6. 踊ってカモフラージュ
7. 雨の日の君が好き

- Vol.2 B

1. 千夜一夜キッス倶楽部
2. 飛んで火に入る夏の令嬢
3. べらんめぇ! 伊達男
4. 演歌なんて歌えない

- Vol.3 A

1. キャッツ&ドッグ
2. スシ食いねェ!
3. ジャングルでロマンスを
4. PSST PSST （Troubled version）
5. ラストコールは押忍!
6. KILL

- Vol.3 B

1. 傷つくのは僕だけでいい
2. あの頃の俺達
3. 挑発∞
4. 月光淑女!
5. 100万粒の涙
6. 恋人達のBlvd.
7. ドリーム・ラッシュ
8. 男意ッ気
9. アッパレ! フジヤマ

- Vol.4 A

1. クライマックスY.M.F.
2. 喝!
3. 反逆のアジテイション
4. Booming!
5. 君を忘れない
6. 夜明けのジュエル

- Vol.4 B

1. 恋するような友情を
2. 想い出を君の胸に
3. ZOKKON 命

### CD
- Disc 1

1. NAI・NAI 16
2. 100%…SOかもね!
3. ZIG ZAG セブンティーン
4. Gジャンブルース
5. 処女的衝撃!
6. Hey! Bep-pin
7. トラ! トラ! トラ!
8. 気分はニューオリンズ
9. サムライ・ニッポン
10. DJ in My Life
11. PSST PSST
12. ハートブレイク Bay City
13. ヘッドフォン・ララバイ
14. ヴァージン・ショックⅡ
15. XYZ
16. シーン18 「片想い」
17. 走れビュンビュン
18. 哀愁メモリー
19. YMF COME TOGETHER
20. 好きらしいです、オレ!
21. 踊ってカモフラージュ

- Disc2

1. 雨の日の君が好き
2. 千夜一夜キッス倶楽部
3. 飛んで火に入る夏の令嬢
4. べらんめぇ! 伊達男
5. 演歌なんて歌えない
6. キャッツ&ドッグ
7. スシ食いねェ!
8. ジャングルでロマンスを
9. PSST PSST （Troubled version）
10. ラストコールは押忍!
11. KILL
12. 傷つくのは僕だけでいい
13. あの頃の俺達
14. 挑発∞
15. 月光淑女!
16. 100万粒の涙

- Disc3

1. 恋人達のBlvd.
2. ドリーム・ラッシュ
3. 男意ッ気
4. アッパレ! フジヤマ
5. クライマックスY.M.F.
6. 喝!
7. 反逆のアジテイション
8. Booming!
9. 君を忘れない
10. 夜明けのジュエル
11. 恋するような友情を
12. 想い出を君の胸に
13. ZOKKON 命